# Irène de Brunswick
 (février 2019).
Si vous disposez d'ouvrages ou d'articles de référence ou si vous connaissez des sites web de qualité traitant du thème abordé ici, merci de compléter l'article en donnant les références utiles à sa vérifiabilité et en les liant à la section « Notes et références ».
Irène de Brunswick, née Adélaïde vers 1293 et morte le 16 ou le 17 août 1324, est la première épouse de Andronic III Paléologue. Par son mariage, elle devient impératrice de l'Empire Romain d'Orient, bien qu'elle soit morte avant que son mari ne devienne l'unique empereur.

## Biographie
Elle est la fille de Henri Ier de Brunswick-Grubenhagen et d'Agnès de Misnie. Ses grands-parents maternels sont Albert II, margrave de Misnie et Marguerite de Sicile.
En mars 1318, elle épouse le prince Andronic Paléologue. Celui-ci est le fils aîné de Michel IX Paléologue et de Rita d'Arménie. A cette époque, son beau-père est co-empereur junior. Il dirige l'Empire avec son propre père, Andronic II Paléologue. À la suite de son mariage, elle se convertit à l'Eglise orthodoxe orientale et prend le nom d'Irène. Ils ont un seul enfant, un fils (né en juin 1320 et mort en février 1322).
Elle meurt en 1324 à Tekirdag, durant la guerre civile entre Andronic II et Andronic III Paléologue entre 1321 et 1328. Son mari revendique le trône durant cette période, faisant d'elle une impératrice face à un empereur rival. En 1326, son mari se remarie avec Jeanne de Savoie.